# Baisha, Changsha
Baisha (kinesiska: 白沙, 白沙乡) är en socken i Kina. Den ligger i provinsen Hunan, i den södra delen av landet, omkring 54 kilometer nordost om provinshuvudstaden Changsha. Antalet invånare är 16122. Befolkningen består av 8 077 kvinnor och 8 045 män. Barn under 15 år utgör 15,0 %, vuxna 15-64 år 71 %, och äldre över 65 år 13,0 %.
Genomsnittlig årsnederbörd är 1 879 millimeter. Den regnigaste månaden är maj, med i genomsnitt 312 mm nederbörd, och den torraste är oktober, med 57 mm nederbörd.